# Tihočaj
Tihočaj je naselje u Gradu Jastrebarskom u Zagrebačkoj županiji. Nalazi se u Parku prirode Žumberak - Samoborsko gorje na nadmorskoj visini od 750 metara. Tihočaj je doživio veliko iseljavanje stanovništva pedesetih godina 20. stoljeća, a u selu bez vodovoda i asfaltiranog puta danas nema stanovnika.
Godine 2020. Tihočaj postaje poznat po prvom hrvatskom uzgoju japanskih Wagyu goveda i novome valu revitalizaciji sela koju je pokrenuo poznati poduzetnik Davorin Štetner. U periodu od nekoliko posljednjih godina na području Tihočaja iskrčeno je preko 10 hektara višedesetljetnih šikara koje su pretvorene u pašnjake i livade, a započela je i obnova pojedinih kuća i gospodarskih zgrada. Štetner je na imanju 14. rujna 2024. organizirao CRANE Brunch kojemu su prisustvovali ministar pravosuđa i uprave Damir Habijan, ministrica zaštite okoliša Marija Vučković, izaslanik predsjednika Hrvatskog sabora Andro Krstulović Opara, veleposlanici SAD-a, Velike Britanije, Kanade, Izraela i Mađarske te brojni poduzetnici i investitori.

## Zemljopis
Administrativno je u sastavu grada Jastrebarskog. Naselje se proteže na površini od 2,8 km². Nalazi se uz Planinarski put Žumberkom (kontrolna točka KT-2).

## Stanovništvo
Prema popisu stanovništva iz 2001. godine Tihočaj je imao 4 stanovnika koja su živjela u 3 kućanstva, a u 2023. godini jedina stanovnica sela bila je Mare Gvozdanović, koja je umrla u rujnu 2024.
| broj stanovnika | 31    | 46    | 35    | 45    | 47    | 48    | 53    | 54    | 59    | 60    | 54    | 47    | 18    | 10    | 4     | 3     | 1     |
|                 | 1857. | 1869. | 1880. | 1890. | 1900. | 1910. | 1921. | 1931. | 1948. | 1953. | 1961. | 1971. | 1981. | 1991. | 2001. | 2011. | 2021. |